# Musée des anciens outils et traditions agricoles
Le Musée des anciens outils et traditions agricoles  est un musée français situé dans le bourg de Loulay, commune rurale et chef-lieu de canton situé dans la  partie septentrionale du département de la Charente-Maritime.

## Description
Ce petit musée privé, mentionné dans le site de l'Office du Tourisme de Poitou-Charentes, est géré par un agriculteur du bourg, aujourd'hui à la retraite, et qui a accumulé au fil des années toute une collection d'outils et de machines agricoles dans une ferme aménagée à cet effet. Celle-ci est située sur la route qui mène à la gare de Loulay.
L'intérêt de ce musée agricole est qu'il constitue l'unique musée des techniques et outils agricoles dans le nord du département de la Charente-Maritime. Il se complète harmonieusement avec d'autres musées départementaux, tous situés au sud de la vallée de la Charente, qui offrent la même thématique comme ceux, notamment, du musée artisanal et rural de Clion ou du musée municipal des anciens métiers et traditions populaires de Clérac ou même encore du musée du Matériel agricole de Semussac.

## Collections
La collection privée a été rassemblée et conservée par cet agriculteur passionné par son métier et ses évolutions. 
Les outils et les machines agricoles insolites ou utilitaires ont été restaurés avec soin. 
Ils sont exposés dans un souci pédagogique afin de montrer au fil des siècles les différentes étapes de l'évolution des techniques agricoles  et de l'amélioration de l'outillage et du machinisme agricole ainsi que du métier de l'agriculteur.